# آزمایش تنفسی اوره
آزمایش تنفسی اوره (به انگلیسی: Urea breath test) یا UBT یک روش تشخیصی سریع برای تشخیص آلودگی به هلیکوباکتر پیلوری است. این باکتری عامل بیماری‌های التهاب معده و زخم معده است. این آزمایش بر مبنای قابلیت تبدیل اوره به آمونیاک و کربن دی‌اکسید توسط هلیکوباکتر پیلوری است. این آزمایش یک انتخاب غیر تهاجمی برای تشخیص هلیکوباکتر پیلوری قبل و بعد درمان است.

## روش
به فرد مورد آزمایش، اورهٔ نشانه‌گذاری شده با ایزوتوپ نشاندار یا کربن-۱۴ رادیواکتیو یا کربن-۱۳ غیر رادیواکتیو خورانده می‌شود. پس از ۱۰ تا ۳۰ دقیقه در بازدم ایزوتوپ نشاندار کربن دی‌اکسید خبر از تقسیم اوره می‌دهد. این نشان می‌دهد که اوره‌آز (آنزیمی که هلیکوباکتر پیلوری برای سوخت‌وساز اوره از آن استفاده می‌کند) در معده وجود دارد و بنابراین هلیکوباکتر پیلوری وجود دارد.
اگرهلیکوباکتر پیلوری در دستگاه گوارش وجود داشته باشد آنزیم موجود در باکتری اوره را تجزیه کرده و کربن دی‌اکسید نشان‌دارشده تولید می‌کند که توسط بازدم خارج شده و مورد سنجش قرار می‌گیرد. برای انجام تست، فرد مورد آزمایش، مایع محتوی اورهٔ نشان‌دارشده را خورده و نتیجهٔ تست را ۱۰ یا ۲۰ دقیقه پس از خوردن اوره می‌خوانند. در روش ۱۰ دقیقه نتایج بالای ۸/۰ درصد میلی‌مول کربن دی‌اکسید بر کیلوگرم و در روش ۲۰ دقیقه بالای ۵۰٪ درصد میلی‌مول کربن دی‌اکسید بر کیلوگرم، مثبت تلقی می‌شود و نتایج مساوی یا کمتر از این میزان‌ها منفی به حساب می‌آید.

## شرایط مورد نیاز برای انجام آزمایش
- حداقل ۶ ساعت ناشتایی پیش از انجام آزمایش
- عدم مصرف آنتی‌بیوتیک‌ها و بیسموت طی ۴ هفته پیش از انجام آزمایش
- عدم مصرف داروهای مهارکنندهٔ پمپ پروتون مثل امپرازول، آنتی‌اسیدها، مهارکننده‌های گیرندهٔ هیستامین مثل رانیتیدین، فاموتیدین و سایمتیدین حداقل به مدت یک هفته
- عدم استعمال دخانیات ۱ساعت پیش از انجام آزمایش[۴]